# 石圭镇
石圭镇，是中华人民共和国四川省南充市高坪区下辖的一个乡镇级行政单位。

## 行政区划
石圭镇下辖以下地区：
民华社区、华荣村、壁山村、凤凰村、凤鸣村、兰花村、民兴村、民安村和马鞍村。